# Castelo de Osaka

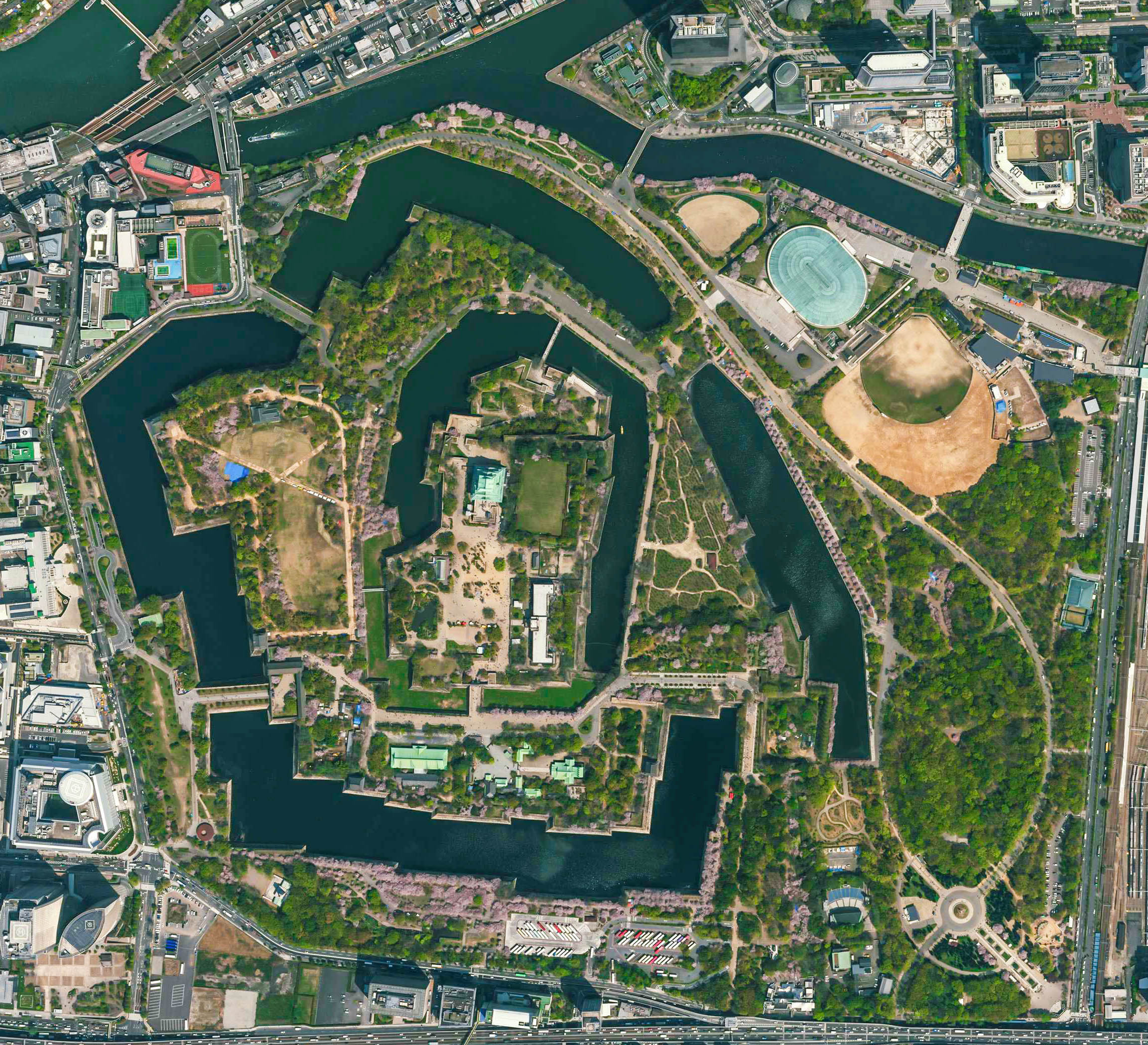
Fotografia aérea do Castelo de Osaka em 2017.

O Ōsaka-jō (em japonês: 大坂城・大阪城, "Castelo de Osaka") é um castelo situado em Chūō-ku, o distrito mais central de Osaka, no Japão. Originariamente denominado como Ozakajo, é um dos castelos mais famosos do país, tendo desempenhado um importante papel nas lutas de unificação durante o Período Azuchi-Momoyama, no século XVI. 

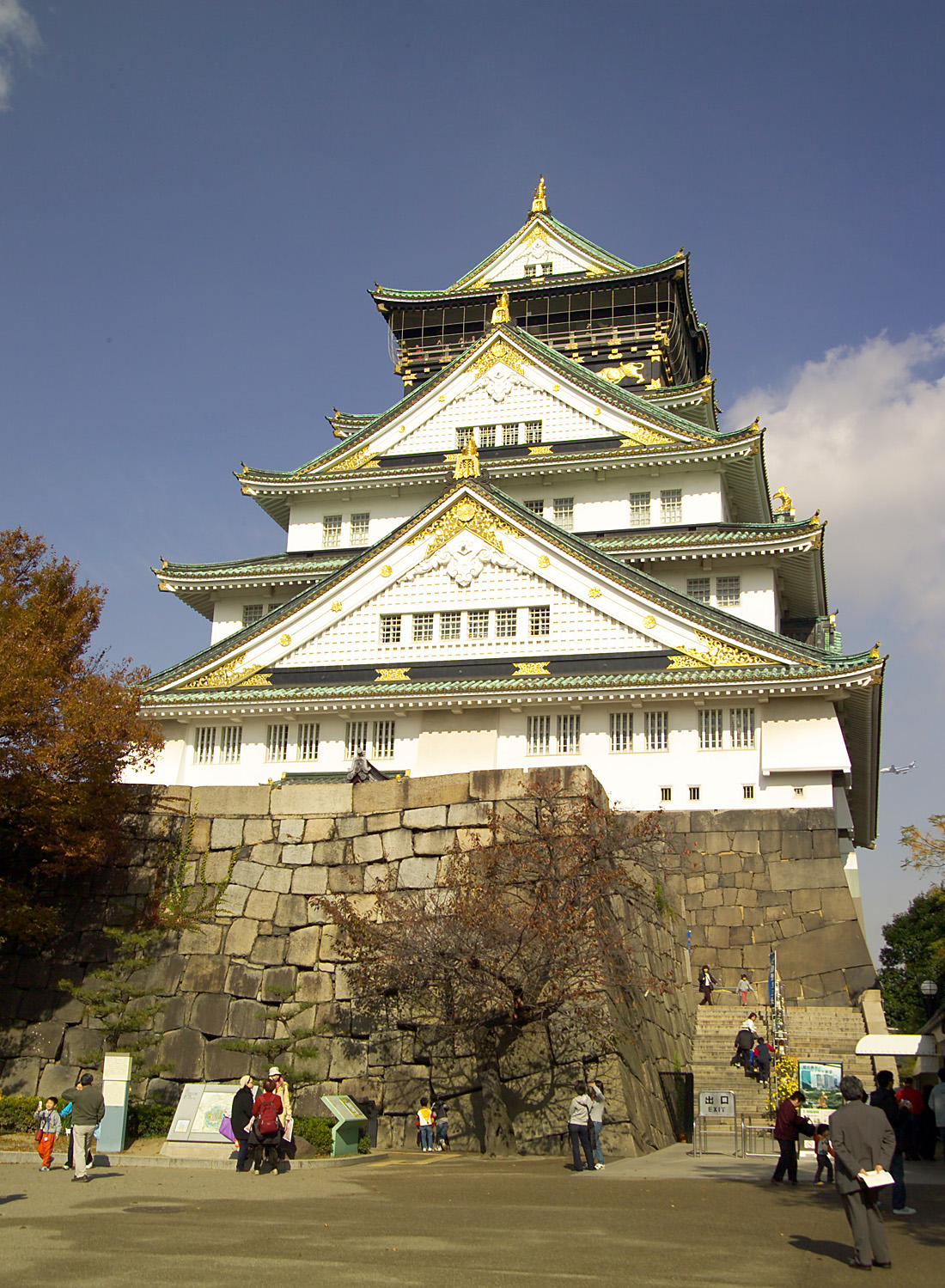
Ōsaka-jō.

O castelo encontra-se numa área com cerca de um quilómetro quadrado, no interior do Parque Público do Castelo de Osaka (大阪城公園, Ōsaka-jō kōen). Foi erguido sobre duas plataformas preenchidas de terra, com muralhas de pedra aparelhada, cercado por um fosso inundado, à semelhança dos castelos europeus.
O edifício central possui cinco andares na parte exterior e oito no interior (servidos atualmente por um elevador). Foi construído por cima de uma alta fundação de pedra, de forma a proteger os seus ocupantes dos ataques que poderiam vir do exterior
O castelo está aberto ao público, tendo fácil acesso a partir da Estação Parque Público do Castelo de Osaka (大阪城駅, Ōsaka-jō eki), na linha pendular de Osaka (大阪環状線, Ōsaka-kanjōsen) da JR West. É um popular ponto de atracção durante a estação dos festivais, e especialmente durante a época das cerejeiras em flôr, quando os campos do castelo se cobrem com vendedores de comida e percussionistas de taiko.
Os jardins também acolhem um museu, a grande arena coberta Ōsaka-jō Hōru, e o Santuário Toyokuni dedicado a Toyotomi Hideyoshi.

## História

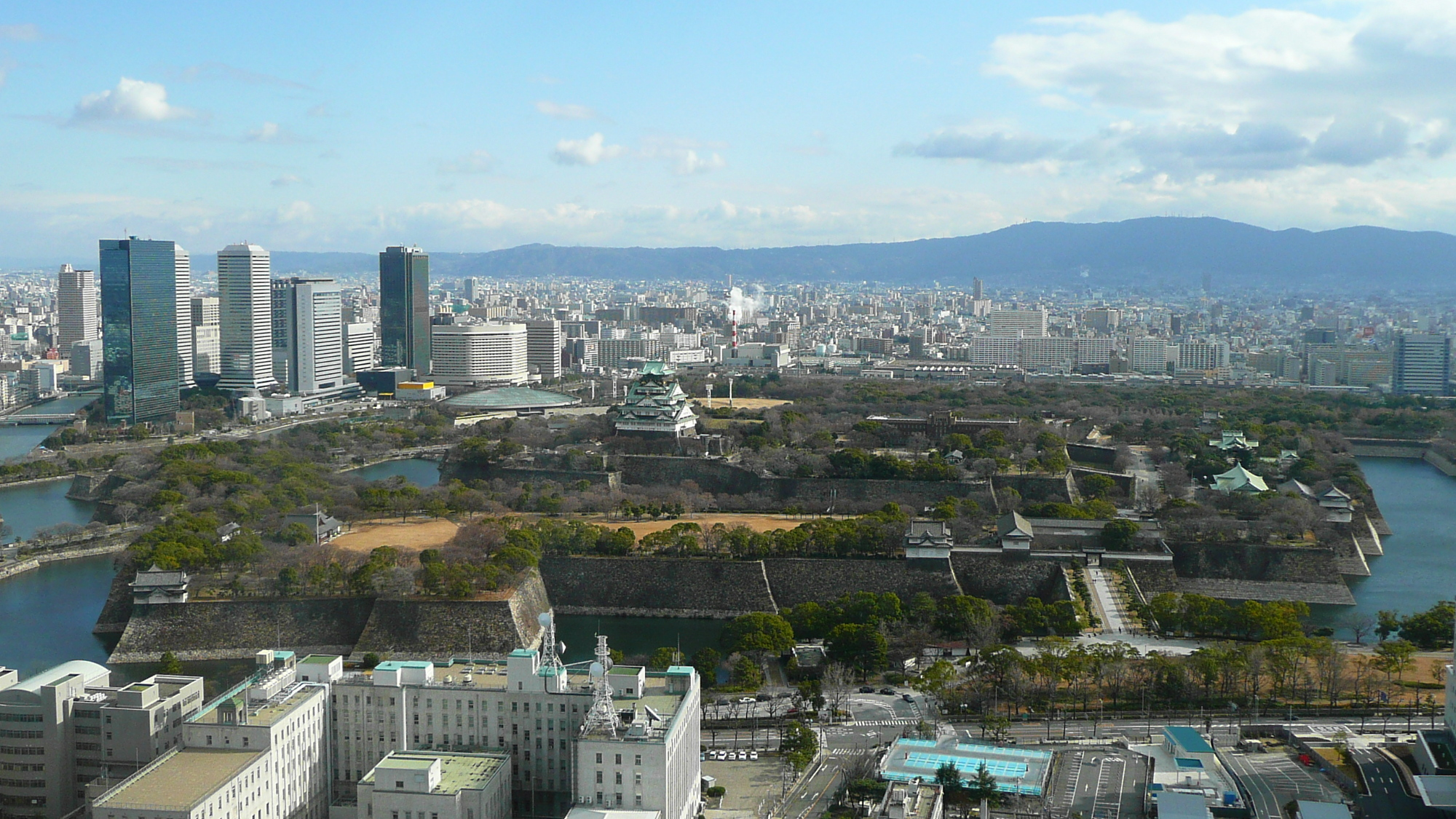
Vista geral do complexo do Ōsaka-jō.

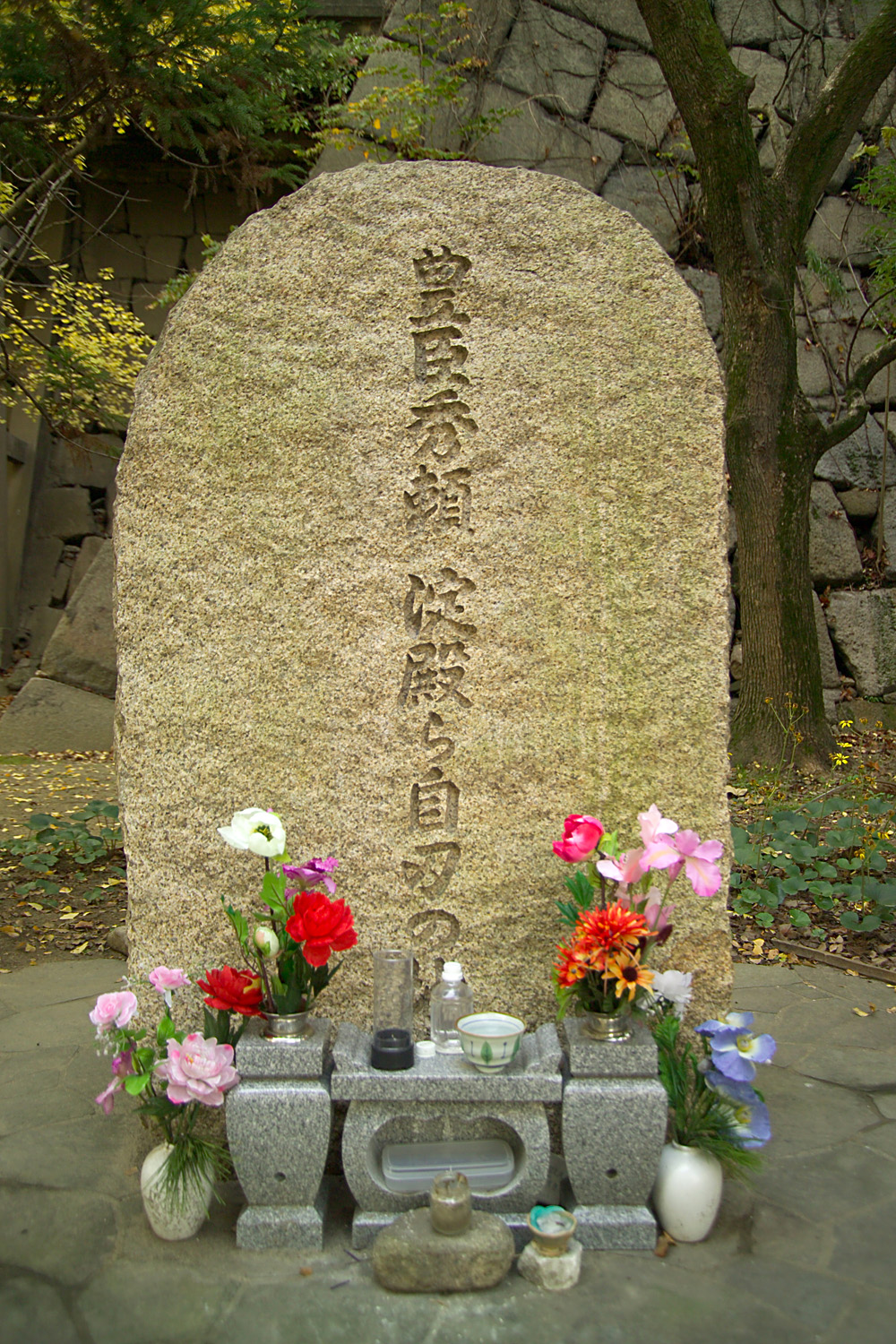
Esta pedra marca o lugar onde Toyotomi Hideyori e a sua mãe, Yodo-dono, cometeram suicídio depois da queda do Ōsaka-jō.

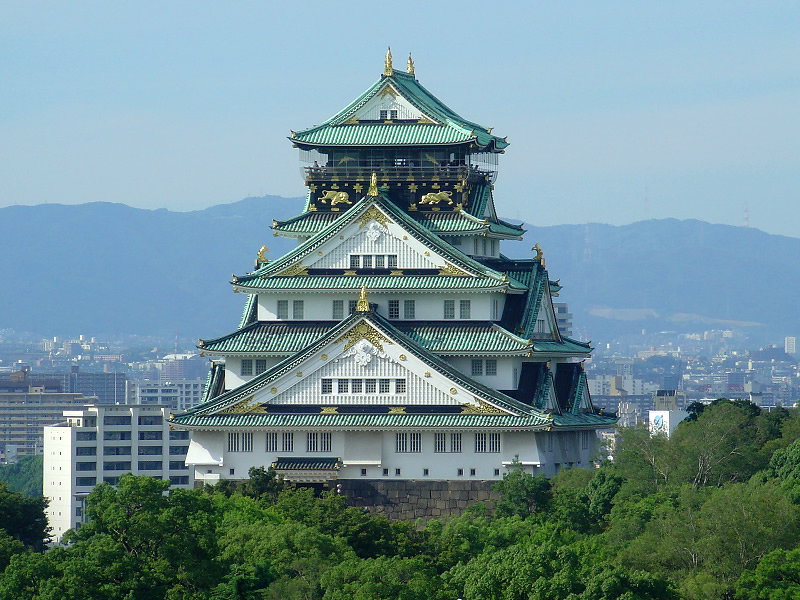
Vista geral do Ōsaka-jō, Japão.

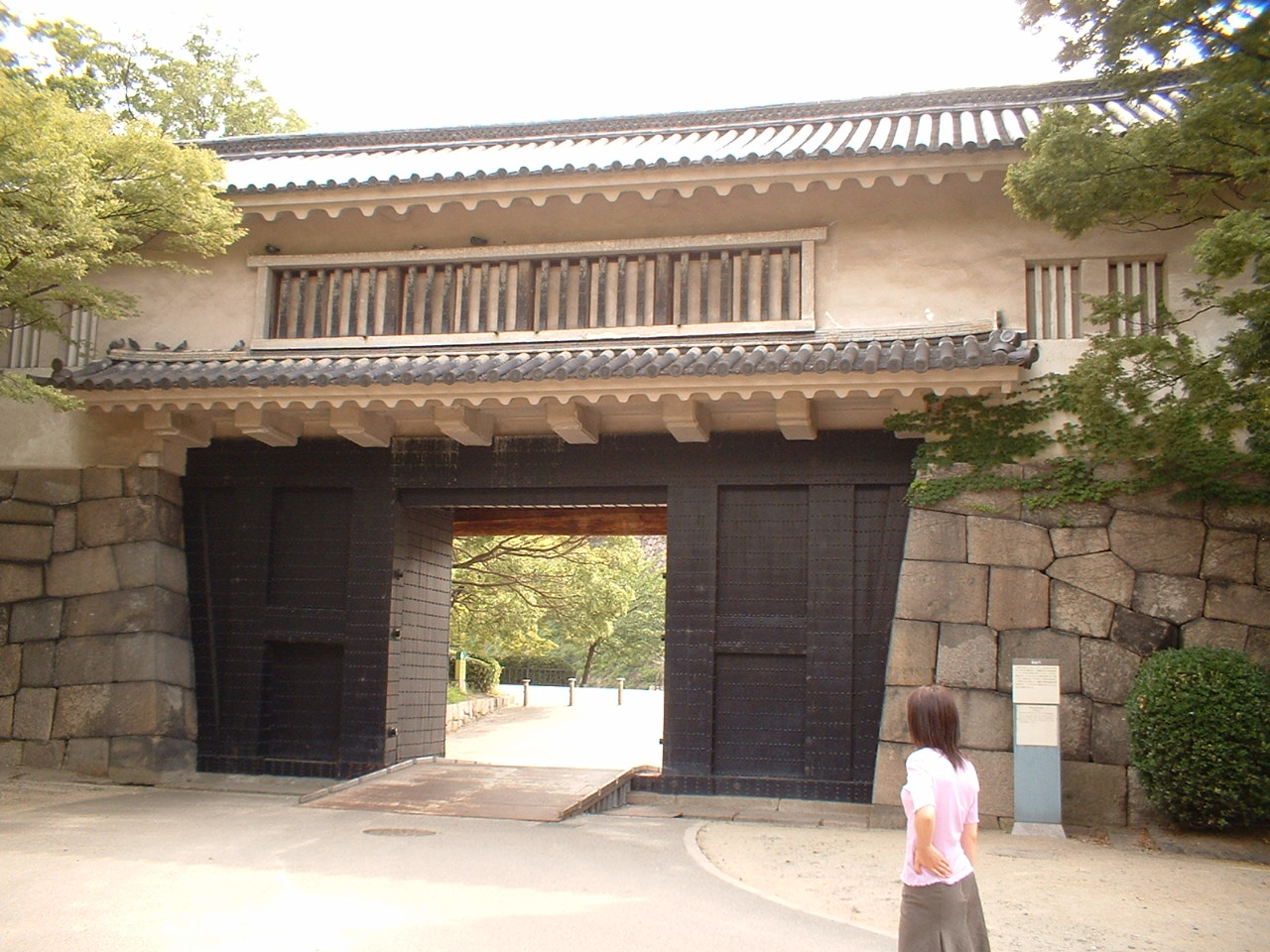
Ōsaka-jō, Japão: Portão Aoya numa das muralhas circundantes.

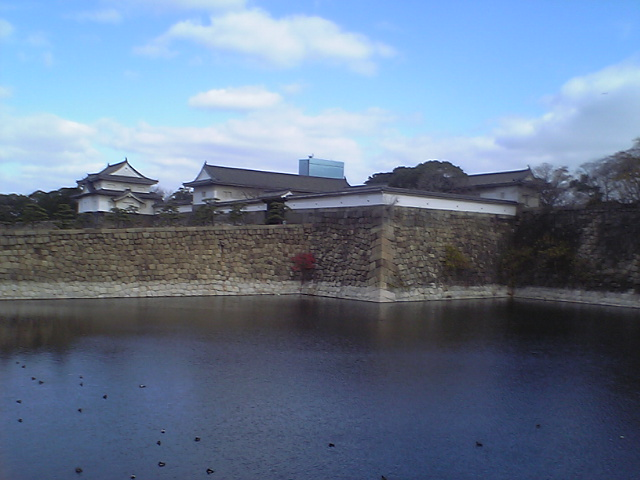
Portão Ōte-mon do Ōsaka-jō.

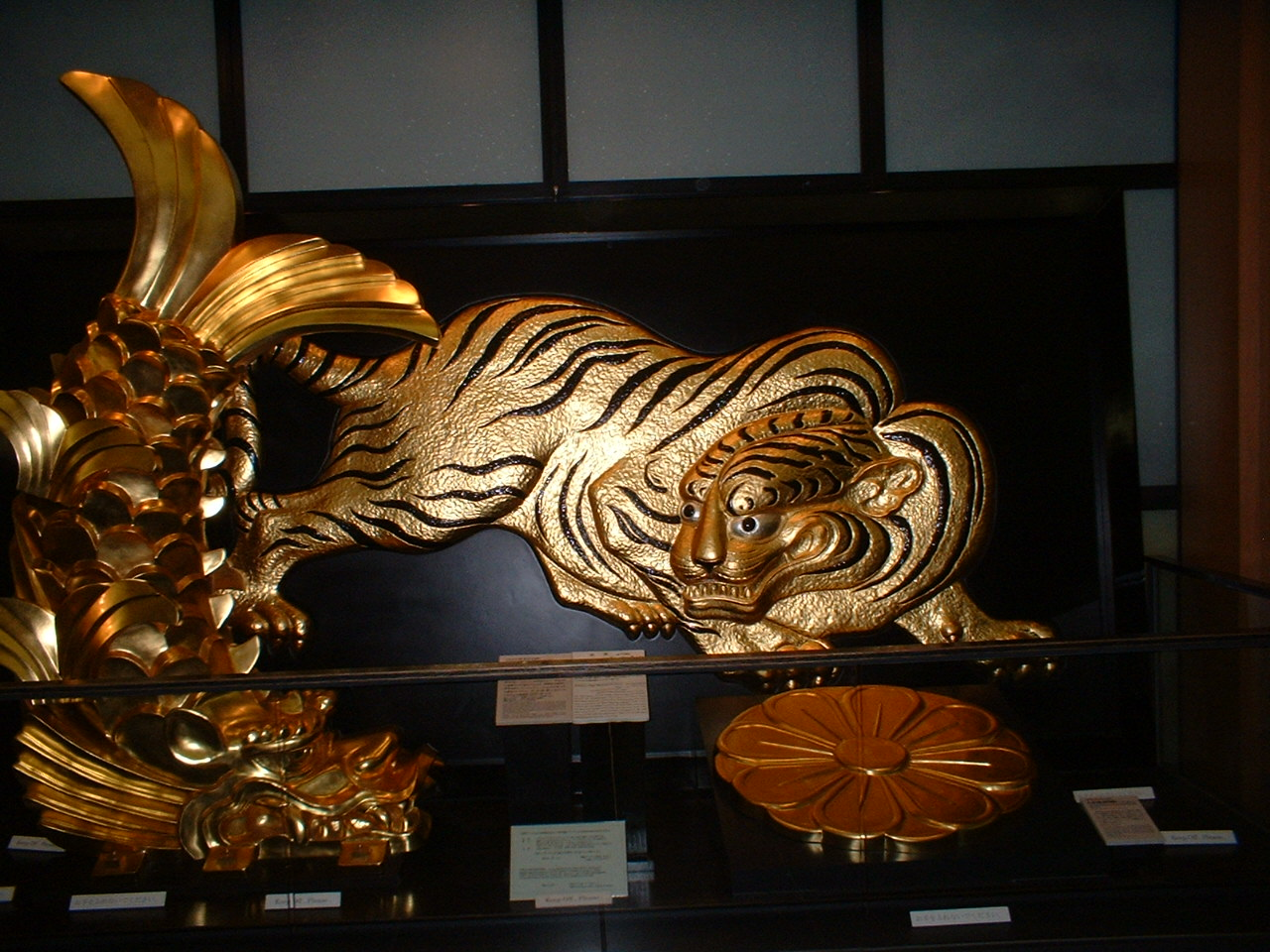
Réplicas dos adornos do Ōsaka-jō, expostas no museu do interior do castelo.

Em 1583 Toyotomi Hideyoshi iniciou a construção do Ōsaka-jō no sítio do templo Ikkō-ikki de Ishiyama Hongan-ji. A planta básica foi modelada a partir do Azuchi-jō, o quartel-general de Oda Nobunaga.  Toyotomi queria construir um castelo que espelhasse o de Oda, mas suplantou-o em todos os aspectos: a planta apresenta uma torre principal com cinco andares, com três andares subterrâneos suplementares, e talha dourada nos lados para impressionar os visitantes. Em 1585, a torre de menagem interna ficou concluída. Toyotomi continuou a ampliar o castelo, tornando-o cada vez mais formidável aos olhos dos atacantes. Em 1598, a construção ficou finalmente completa. No entanto, nesse mesmo ano Hideyoshi faleceu, passando o castelo para o seu filho, Toyotomi Hideyori.
Em 1600 Tokugawa Ieyasu derrotou os exércitos de Hideyori na Batalha de Sekigahara, tendo dado início ao seu próprio bakufu em Edo. No Inverno de 1614 Tokugawa atacou Hideyori, começando o Cerco de Osaka. Apesar de as forças de Toyotomi estarem numa proporção aproximada de 2 para 1, os defensores do castelo enfrentaram o exército de 200 000 homens e protegeram as muralhas exteriores do castelo. No entanto, Tokugawa tentou manietar Toyotomi ao preencher o fosso exterior do castelo, o que lhe retirou grande parte da capacidade de defesa. Durante o Verão de 1615, Hideyori começou a escavar o fosso uma vez mais. Tokugawa, indignado, enviou novamente os seus exércitos para o Castelo de Osaka e derrotou os homens de Toyotomi noinatrio das muralhas, no dia 4 de Junho. O Ōsaka-jō caíu perante Tokugawa, tendo o clã Toyotomi desaparecido.
Em 1620 o novo herdeiro do xogunato, Tokugawa Hidetada, começou a reconstruir e a rearmar o castelo. Construiu uma nova torre principal elevada, com cinco andares no exterior e oito no interior, e atribuiu a tarefa de construir novas muralhas a cada clã de samurais. As muralhas erguidas durante a década de 1620 ainda se mantém de pé, estando encastradas nos penhascos de granito sem qualquer argamassa, pelo que se mantêm juntas somente por si. Muitas das pedras foram trazidas de pedreiras localizadas nas proximidades do Mar Interior, e carregam inscrições com as insígnias das famílias que as conduziram até às muralhas.
Em 1665 o castelo foi parcialmente destruído pelo incêndio causado pela queda de um raio que o atingiu.
Em 1843 depois de décadas de negligência, o castelo recebeu as reparações de que muito necessitava quando o bakufu recolheu dinheiro do povo da região para reconstruir várias das torres.
Em 1868 grande parte do castelo foi queimado durante os conflitos civis que rodearam a Restauração Meiji. Sob o governo Meiji, o Ōsaka-jō foi convertido em quartel para ao exército japonês de estilo ocidental, em rápida expansão.
Em 1928 o presidente da câmara de Osaka concluiu uma campanha de angariação de fundos bem sucedida, com vista so restauro da torre principal. Em 1931, iniciou-se a sua reconstrução, empregando-se o ferro e o concreto como materiais de construção.
Em 1945 no final da Segunda Guerra Mundial, os bombardeamentos a Osaka danificaram a torre principal, reconstruída poucos anos antes.
Em 1995 o governo de Osaka aprovou outro projecto de restauro, com a intenção de devolver à torre principal o esplendor que apresentava durante o Período Edo. Em 1997 as obras de recuperação ficaram concluídas. O Ōsaka-jō é uma reprodução concreta (com a adição de elevadores) do edifício original; no entanto, o interior não lembra, de todo, um castelo japonês.